# Nicolas Tandler
Nicolas Tandler est un journaliste et écrivain français né en 1941.
Ancien membre du mouvement d'extrême droite Occident, il fonde en 1968 le groupe Pour une Jeune Europe, qui participe à la fondation du groupe néofasciste Ordre nouveau, et se dissout en 1971.
Tandler collabore ensuite à l'Institut d'histoire sociale, un groupe de réflexion anticommuniste. Il publie divers ouvrages controversés sur des figures de l'histoire communiste. Il passe par le RPR, puis le Front national.
Dans les années 2000, il dirige le syndicat d'extrême droite des TPE, le NPI (Nouveau Patronat indépendant). Il écrit depuis 2006 dans la revue d'extrême droite Synthèse nationale.

## Biographie
Nicolas Tandler a été membre du mouvement Occident. En 1968, après la dissolution du mouvement, il fonde, avec Patrig de Saint-Bertais, Jean-Pierre Richandeau et Yan Beuzec, le groupe Pour une Jeune Europe. Ce groupe participe à la fondation d'Ordre nouveau en tant que fraction, puis quitte le regroupement en 1970, déçu par la « dérive droitière d'Ordre nouveau »,.
Le groupe scissionniste apportera son soutien à des militants d'extrême gauche emprisonnés. Il prendra même part, aux côtés des mouvements maoïstes et trotskistes, à la contre-manifestation organisée contre le meeting d'Ordre nouveau le 6 mars 1970 au Palais des Sports.
Sur le plan doctrinal, le mouvement a repris les mots d'ordre national-européens, antiaméricains et antisionistes de l'organisation Jeune Europe de Jean Thiriart, mais il s'est aussi réclamé d'un « socialisme européen » et d'un racialisme totalement absent chez Thiriart. Il a publié une revue, Jeune Europe hebdo. Le groupe Pour une Jeune Europe se dissout en 1971. La plupart de ses membres rejoignent l'Organisation Lutte du Peuple.
Tandler collabore au cours des années 1970 à la revue anticommuniste Est-Ouest de Georges Albertini. Il publie L'Impossible biographie de Georges Marchais (Édition Albatros) qui fait grand bruit à l'époque.
Dans les années 1970-1980, il participe un moment à la rédaction de La Lettre de la Nation, l'organe du Rassemblement pour la République.
Il publie également des biographies inscrites dans la lignées de ses publications anticommunistes, sur le modèle des Que sais-je ?. Celle sur Trotski, parue en 2009, fait l'objet d'une recension négative par l'historien spécialiste de l'extrême gauche Jean-Guillaume Lanuque, qui souligne que l'auteur produit des « amalgames grossiers » et néglige de nombreux aspects de la Révolution russe dans son traitement de la vie de Léon Trotski.
Suivant Nicolas Lebourg, il aurait rejoint le Front national à l’époque de Jean-Pierre Stirbois.
Il est directeur de la communication du SN-PMI de 1993 à 2000. 
Actuellement, il est secrétaire général du syndicat national des TPE, le NPI (Nouveau patronat indépendant).
Il écrit depuis 2006 dans la revue d'extrême droite Synthèse nationale.

## Œuvres
- L'impossible biographie de Georges Marchais, Albatros, 1980
- Avec Claude Harmel, Comment le Parti communiste contrôle la CGT, Bibliothèque d'histoire sociale, 1982 (BNF 36696778)
- Un inconnu nommé Krasucki, La Table Ronde, 1985  (ISBN 978-2710302575) [présentation en ligne]
- Les secrets de Lénine, Dualpha, 2005  (ISBN 978-2915461602)
- Staline, collection Qui suis-je ?, Pardès, 2007  (ISBN 978-2867144073)
- Trotski, collection Qui suis-je ?, Pardès, 2009  (ISBN 978-2867144325)[5]
- Marx, collection Qui suis-je ?, Pardès, 2013  (ISBN 978-2867144608)
- Pol Pot, collection Qui suis-je ?, Pardès, 2014  (ISBN 978-2867144783)